# Chiesa di San Sebastiano (Ferla)
La basilica di San Sebastiano è un luogo di culto ubicato nella parte meridionale dell'omonima piazza San Sebastiano prossima alla chiesa madre di Ferla. È la più grande e scenografica tra le chiese cittadine, appartenente all'arcidiocesi di Siracusa, vicariato di Palazzolo - Floridia sotto il patrocinio di ?, arcipretura di Ferla, Parrocchia San Giacomo Maggiore Apostolo.

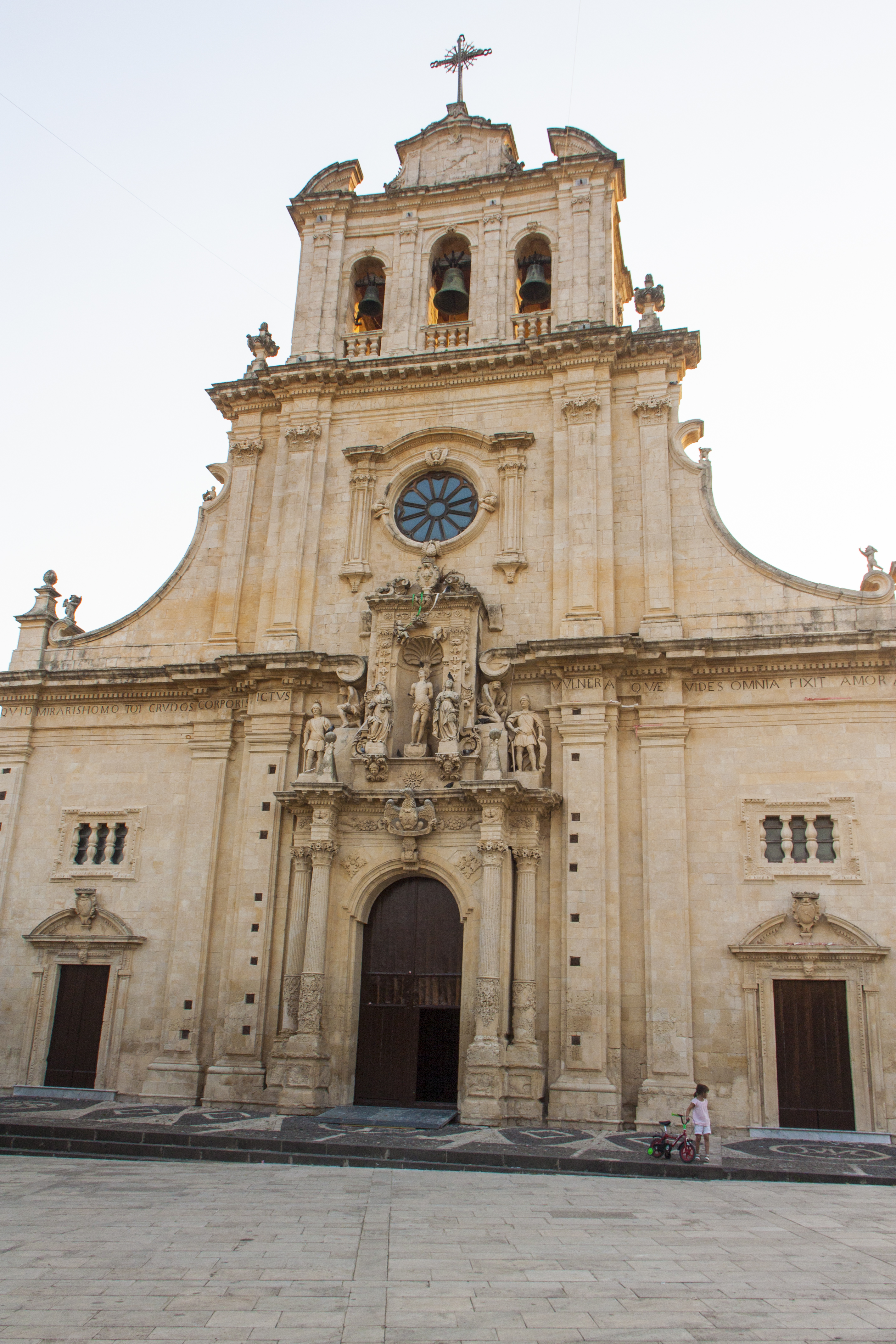
Facciata.

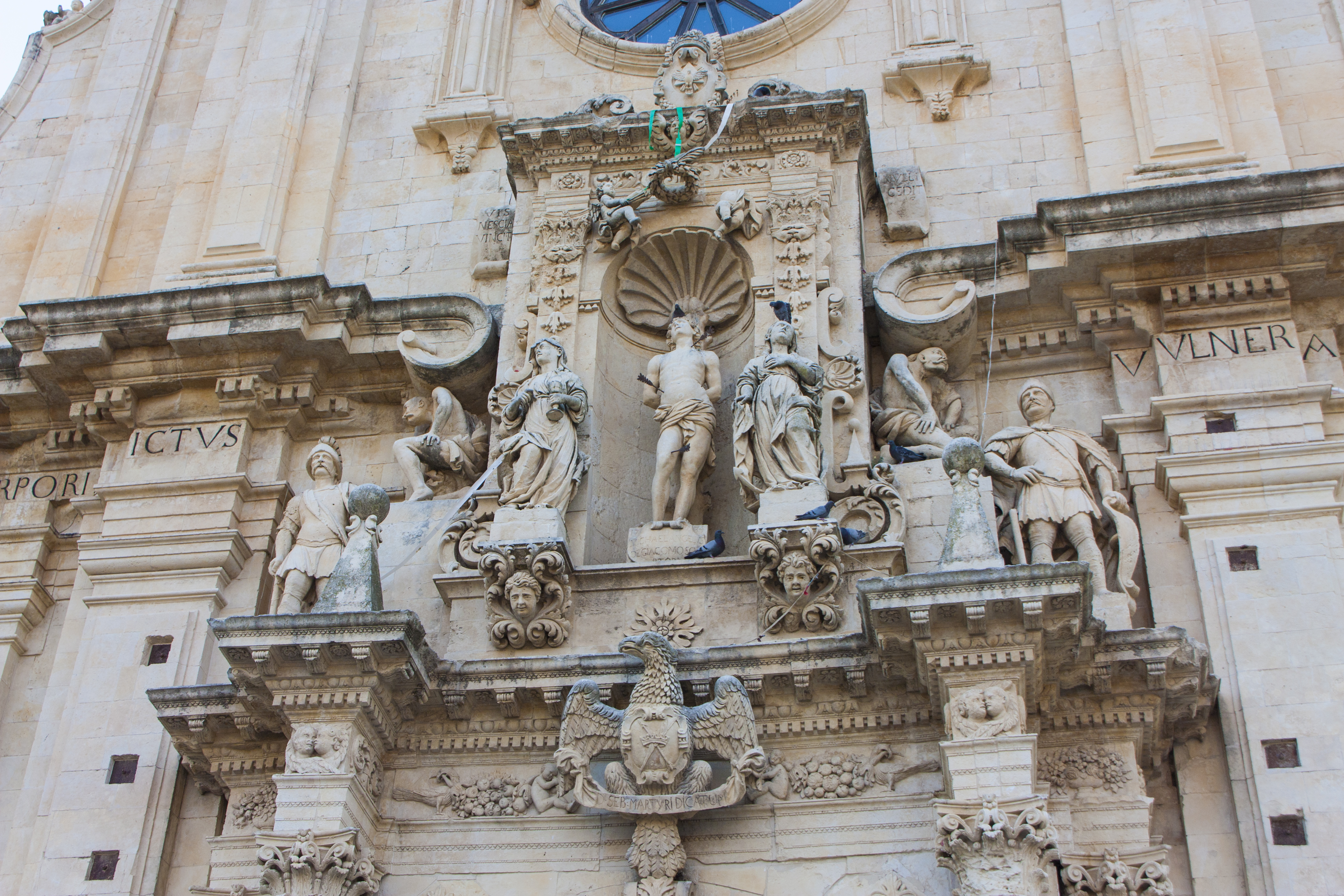
Gruppo scultoreo portale.

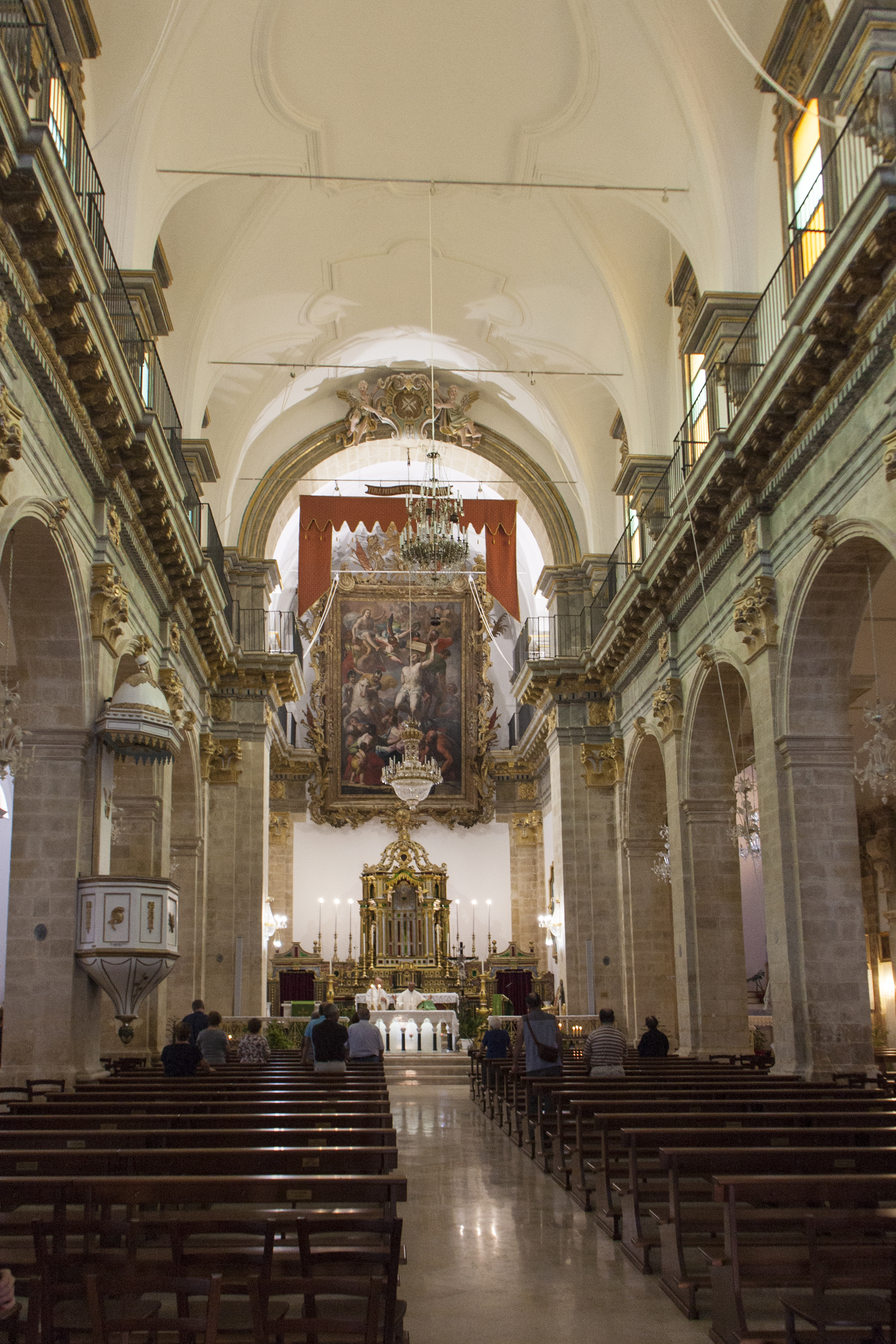
Navata.

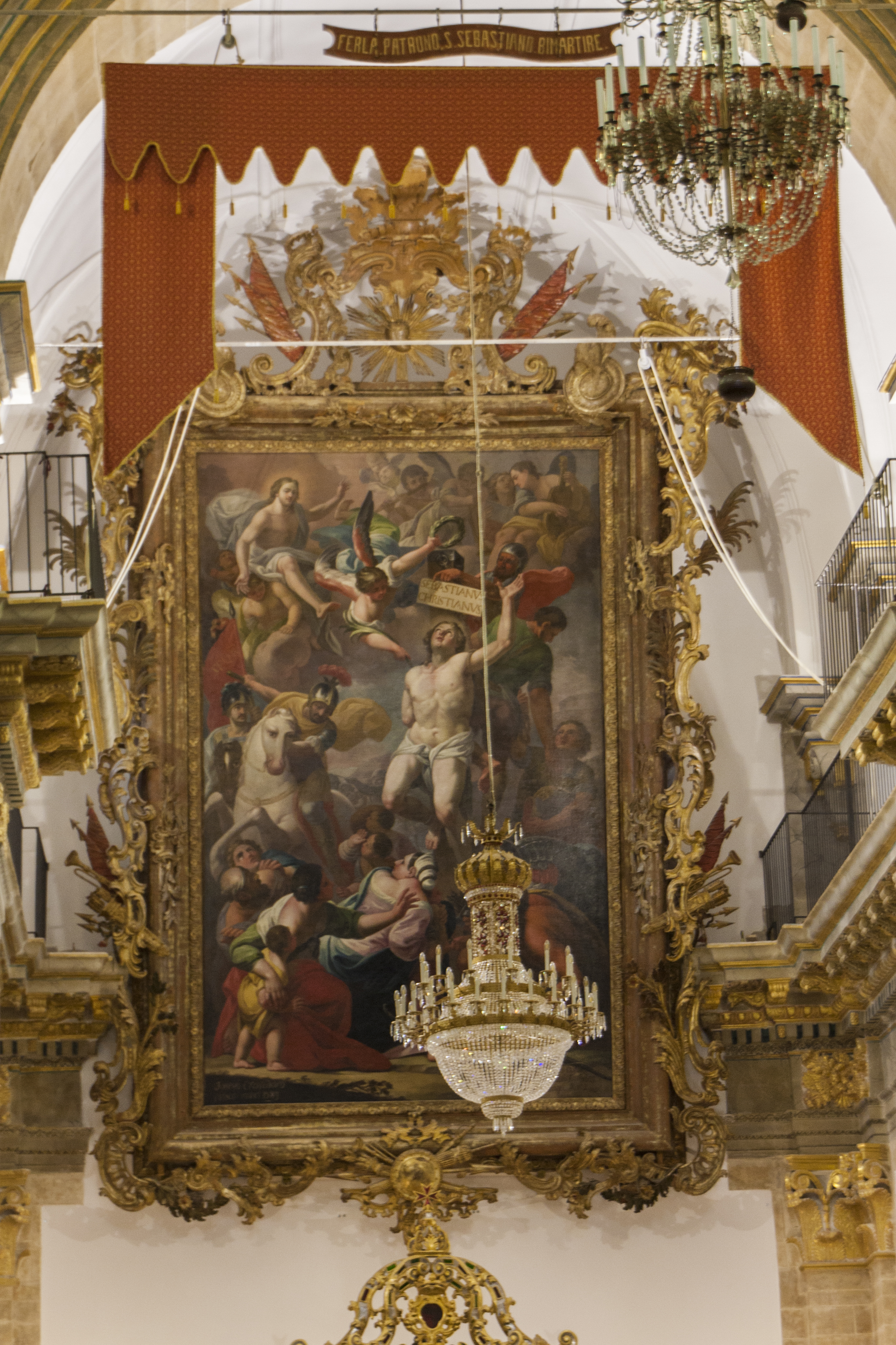
Martirio di San Sebastiano, Giuseppe Crestadoro.

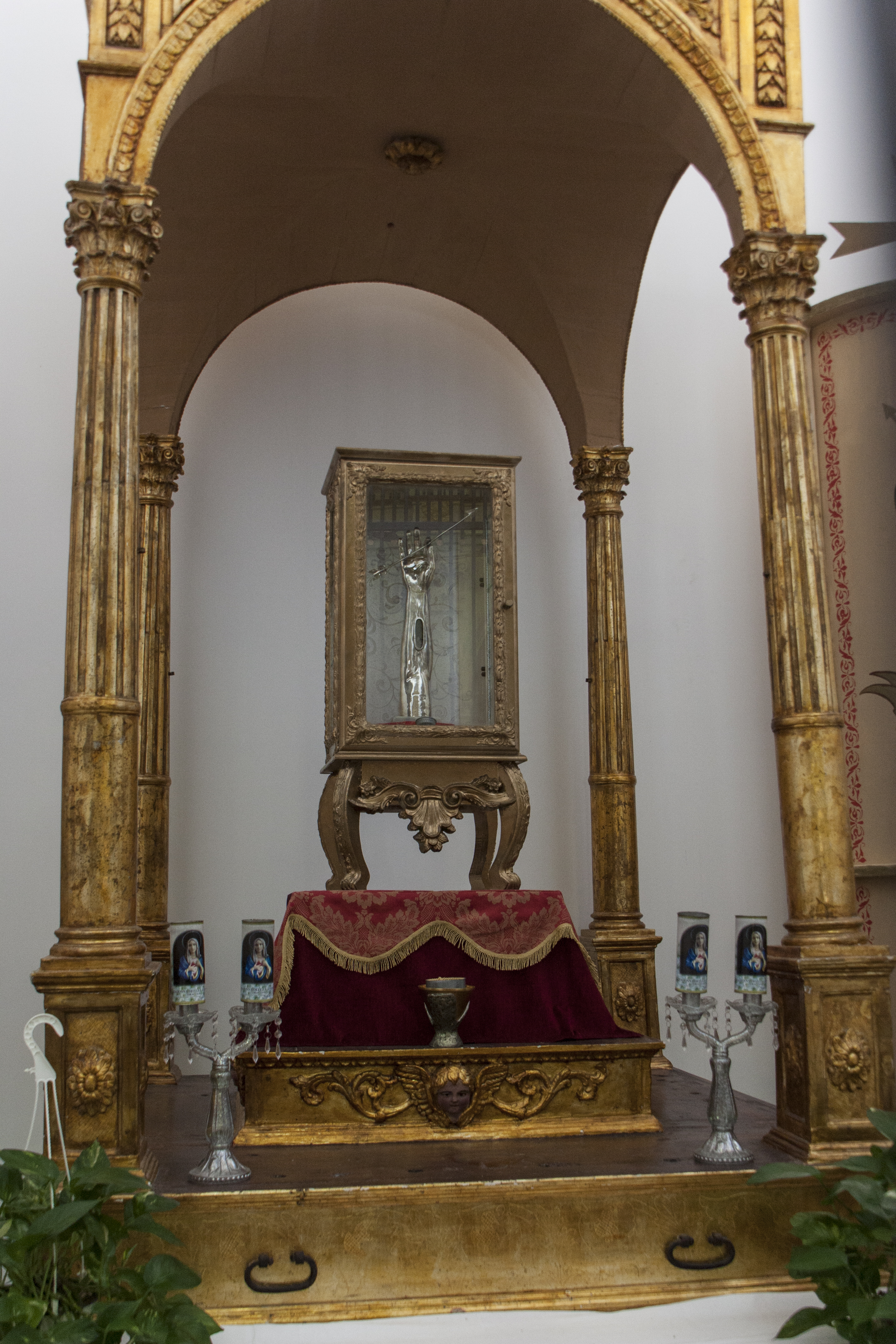
Reliquie.

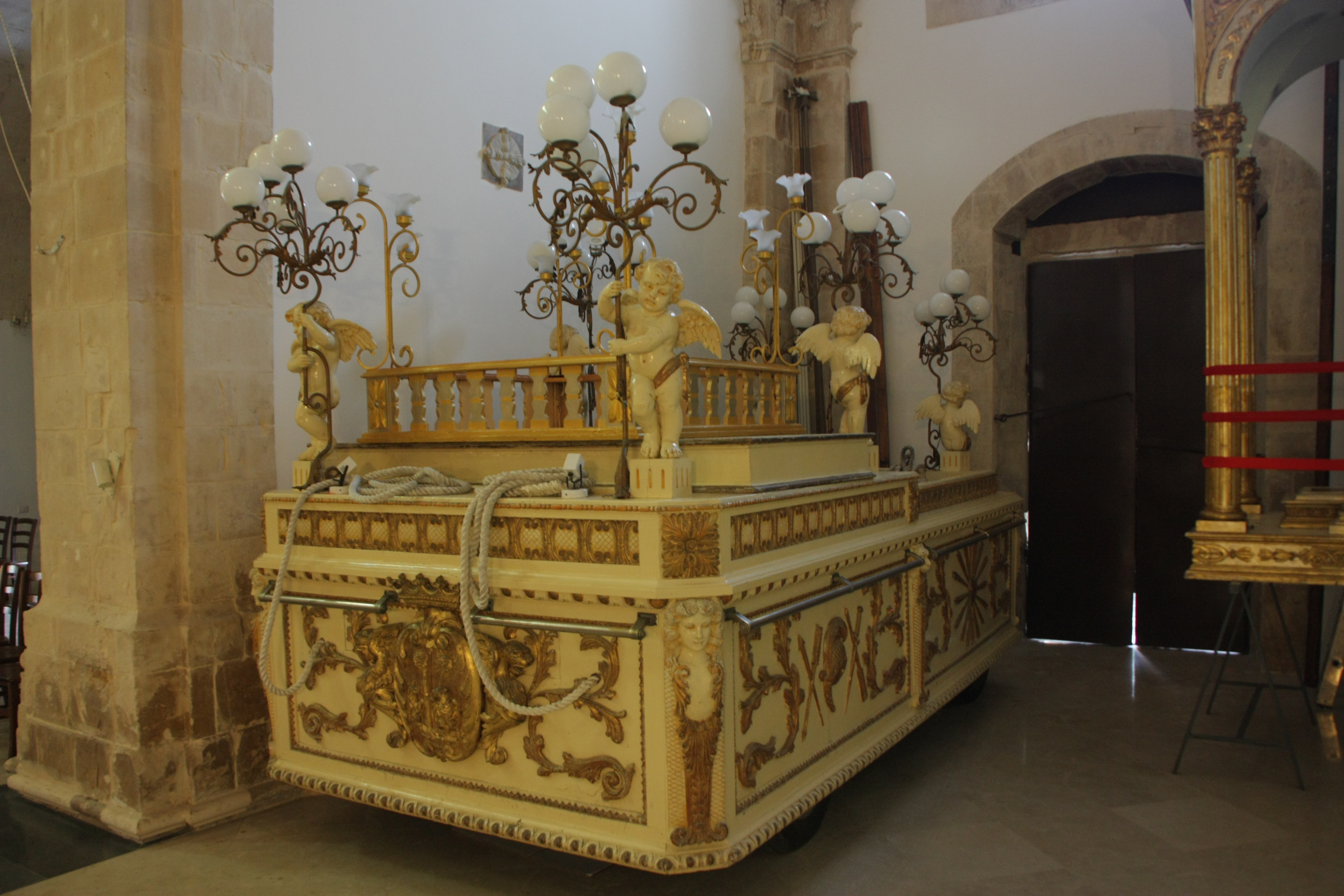
Fercolo.

## Storia

### Epoca aragonese
Le origini della chiesa risalgono al 1481c., quando il vescovo di Siracusa Dalmazio Daniele concesse l'autorizzazione per edificarla.

### Epoca spagnola
Il terremoto del 1693 distrusse completamente il tempio. La nuova costruzione riedificata per pia devozione dei membri della Confraternita di San Sebastiano fu progettata dall'architetto - scultore Michelangelo Di Giacomo da Buccheri, completata nel 1741 in stile barocco ibleo. Dopo la riedificazione il tempio risultò essere più imponente del precedente al punto di competere con l'erigenda chiesa di San Giacomo, compartendo con quest'ultima, il titolo di chiesa madre.

### Epoca contemporanea
Chiusa al culto nel 1979 per attuare dei lavori di restauro rivelatisi disastrosi poiché è stato rovinato l'interno della chiesa. Il terremoto di Santa Lucia del 1990 rese necessari lavori di consolidamento, che per intoppi burocratici si sono prolungati fino al 2005, anno in cui è iniziato il restauro vero e proprio.
La chiesa è stata riaperta al culto il 18 Luglio 2015.

## Esterno
L'imponente facciata - campanile in conci si presenta tripartita per mezzo di paraste con capitelli corinzi, la partizione centrale è divisa in tre ordini orizzontali, il secondo raccordato al primo da eleganti volute e pinnacoli con sfera collocati sui contrafforti. Il primo ordine è caratterizzato dai tre portali, i due laterali sono inquadrati da pilastri semplici sormontati da timpani ad arco spezzato e stemma araldico intermedio scolpito a bassorilievo, in alto finestrelle rettangolari con colonnine. Le nervature verticali sono costituite da coppie di paraste, lievemente aggettanti quelle centrali, che conferiscono una prospettiva convessa all'architettura, sia al primo che al secondo livello. Al terzo ordine le paraste aggettanti ai lati rendono leggermente concava la prospettiva conferendo profondità alle tre monofore.
Il portale centrale inquadrato da quattro colonne corinzie poste su alti plinti, con fusto inferiore arabescato, aggettanti quelle centrali. Sull'articolato architrave, unico esempio in Sicilia di decorazione scultorea comprendente una scena composta da figure raffiguranti il Martirio di San Sebastiano. Al centro la nicchia contenente la statua San Sebastiano affiancata dalle statue allegoriche raffiguranti la Fede e la Speranza, completano l'animato gruppo scultoreo due Mori in atteggiamento sottomesso, quasi schiacciati da volute superiori, e due Centurioni. Sulla pietra di volta dell'arco completa il gruppo uno scudo intermedio raffigurante un'aquila con le ali spiegate recante la palma e le frecce, simbolo del martirio, e un cartiglio recante l'iscrizione "SEB. MARTYRI DICATUM". Sul cornicione è scolpita la dicitura:
"QVID MIRARIS HOMO TOT CRVDOS CORPORIS ICTVS VVLNERA QVÆ VIDE OMNIA FIXIT AMOR A. D. 1741".
Il secondo ordine superiore è caratterizzato da un rosone inquadrato da pilastrini scanalati, timpano arcuato con iscrizione, e stemma inferiore coronato recante un cuore al centro. Sul secondo cornicione è scolpita la dicitura:
"PIA DEVOTIONE CONFRATRUM S. SEBASTIANI ... EDIFICAT".
Il terzo ordine comprende la cella campanaria comprendente slanciate monofore sormontate da un grande timpano aperto di tipo spezzato e grande stele intermedia con simboli (palma, freccia, corona), sormontata da croce apicale in ferro battuto. Ai lati sul cornicione marcapiano vasi ornamentali fiammati di forma sferica. Arricchiscono l'intera superficie decorazioni floreali (festoni, ghirlande, foglie d'acanto), conchiglie, putti, volute, iscrizioni, e figure geometriche scolpite a bassorilievo.

## Interno
Impianto ripartito in tre navate per mezzo di pilastri, apparato decorativo con eleganti stucchi policromi (attribuiti alla scuola del famoso Maestro Serpotta, che adornò anche la vicina Chiesa di Sant'Antonio Abate), degli affreschi e delle decorazioni geometriche scolpite a bassorilievo. 

### Navata destra
Vano.
- Prima campata: accesso ambiente corrispondente alla prima campata e vano destro.
- Seconda campata: statua dell'Addolorata.
- Terza campata: la parete custodisce il dipinto di Santa Rosalia, opera attribuita a Giuseppe Crestadoro e statua di Gesù Risorto.
- Quarta campata: nicchia con statua raffigurante l'Ecce Homo.[2]
- Quinta campata: nicchia con statua raffigurante Sant'Antonio di Padova. Accesso vano.

### Navata sinistra
Vano.
- Prima campata.
- Seconda campata: deposito fercolo con cancellata. Accesso ambiente corrispondente prima campata e vano sinistro.
- Terza campata: Cappella del Santissimo Crocifisso.
  - Pulpito ligneo con cupolino sospeso al pilastro.
- Quarta campata: nicchia con statua.
- Quinta campata: sulla parete è collocato il dipinto raffigurante Gesù Cristo risorge dall'avello. Accesso vano.

### Absidiole
Arco trionfale con stucchi.
- Absidiola destra: Cappella dell'Immacolata Concezione. Nella nicchia sull'elevazione è collocata la statua raffigurante l'Immacolata Concezione, statua lignea del 1723 con dorature. Cancellata in ferro battuto.
- Absidiola sinistra: Cappella delle Anime Purganti. Alla parete campeggia il dipinto raffigurante la Vergine e le Anime Purganti, l'ambiente è delimitato da cancellata in ferro battuto.

### Abside
Presbiterio rettangolare, coro, e cornici di quadroni mistilinei.
- Dipinto di Giuseppe Crestadoro raffigurante il Martirio di San Sebastiano realizzato nel 1789, opera inserita in una monumentale cornice lignea.
- Macchina lignea.

## Opere
- 1523, San Sebastiano,[1] statua lignea scolpita in legno d'arancio, manufatto miracolosamente scampato alla furia distruttiva del terremoto del 1693.
- Reliquie di San Giovanni Battista, San Sebastiano, Santa Lucia e Santo Stefano Protomartire.[1]

## Feste
- 20 gennaio dies natalis, Festa di San Sebastiano. Funzioni liturgiche e itinerari processionali documentati.[3]
  - 20 luglio, Funzioni liturgiche e itinerari processionali documentati.
- 17 luglio, Tradizionale pellegrinaggio presso il venerato simulacro custodito a Melilli.[4]

Le feste patronali sono note per la scinnuta (deposizione dalla custodia abituale con relativa preventiva svelatura), curruta, Scisa de Nudi e la sciuta (uscita dal tempio), quest'ultima operazione accompagnata dal rumoroso sparo di mortaretti (altrimenti definito moschetteria, masculiata o maschiata, alborata), congiuntamente allo spettacolare lancio di  'nzareddi  (fettucce colorate).

## Confraternita
- Confraternita di San Sebastiano, sodalizio documentato.[7]